# ری کریست
ری کریست (انگلیسی: Ray Crist؛ زاده ۸ مارس ۱۹۰۰ درگذشته ۲۳ ژوئیهٔ ۲۰۰۵) یک دانشمند در زمینه شیمی اهل ایالات متحده آمریکا بود. 